# Socrate (saggio narrativo)
Socrate è un saggio narrativo di genere filosofico scritto da Luciano De Crescenzo nel 1993 ed edito a Milano da Arnoldo Mondadori. Il libro è suddiviso nei capitoli:
- Vita di Socrate
- Il Simposio (dal dialogo di Platone)
- La Repubblica (sempre dallo scritto di Platone)
- Socrate e il paraurti
- Socrate e gli ufo
- Socrate e la tv

Questi ultimi tre capitoli sono dei brevi dialoghi scritti da De Crescenzo nel saggio Oi dialogoi per cercare di farci capire meglio il pensiero del filosofo ponendo le sue tesi sulle cose che aggradano e spaventano l'uomo di oggi.
Si tratta di un testo rielaborato che descrive la vita e il pensiero del grande filosofo ateniese Socrate.

## Edizione
- Luciano De Crescenzo, Socrate, Mondadori 1993, ISBN 8804455055